# Suzette Haden Elgin
Suzette Haden Elgin, född som Patricia Anne Suzette Wilkins den 18 november 1936 i Jefferson City, Missouri, död 27 januari 2015 i Arkansas, var en amerikansk lingvist och science fiction-författare. Hon skrev bland annat den feministiska science fiction-trilogin Native Tongue (Native Tongue, The Judas Rose, Earthsong), där kvinnor skapar språket láadan för att kunna göra uppror.